# Nixa
Nixa ist eine Stadt (mit dem Status „City“) im Christian County im Südwesten des US-amerikanischen Bundesstaates Missouri. Im Jahr 2020 hatte die Stadt 23.257 Einwohner.
Nixa ist Bestandteil der Metropolregion um die Stadt Springfield.

## Geografie
Nixa liegt inmitten der Ozarks südlich von Springfield, dem Zentrum der Region. Die Stadt Nixa liegt auf 37°02′36″ nördlicher Breite und 93°17′40″ westlicher Länge und erstreckt sich über 15,9 km².
Nachbarorte sind Springfield (22,7 km nördlich bis zum Stadtzentrum), Fremont Hills (7,3 km nordöstlich), Ozark (9,4 km ostsüdöstlich), Highlandville (13,9 km südlich), Clever (17,2 km westlich) und Battlefield (16,9 km nordwestlich).
Die nächstgelegenen Großstädte neben Springfield sind Kansas City (303 km nordnordwestlich), Missouris Hauptstadt Jefferson City (242 km nordnordöstlich), St. Louis (370 km nordöstlich), Memphis in Tennessee (445 km südöstlich), Arkansas’ Hauptstadt Little Rock (328 km südsüdöstlich), Tulsa in Oklahoma (303 km südwestlich) und Wichita (414 km westnordwestlich).

## Verkehr
Wenige Kilometer westlich von Nixa verläuft der zum Freeway ausgebaute U.S. Highway 65 von Springfield nach Branson. Durch das Stadtzentrum verläuft in Nord-Süd-Richtung der U.S. Highway 160, der im Stadtgebiet auf die Missouri State Routes 13 und 14 trifft.
Im Osten an das Stadtgebiet anschließend befindet sich mit dem Air Park South ein kleiner Flugplatz. Die nächstgelegene größeren Flughäfen sind der Springfield-Branson National Airport (32,8 km nordwestlich) und der Flughafen Branson (66,6 km südlich).

## Geschichte
In der Mitte des 19. Jahrhunderts kamen die ersten weißen Farmer in die Region. Auf dem heutigen Stadtgebiet entstand eine kleine Siedlung, die auch als Rastplatz für Reisende diente. 
Einer der Anführer der Siedler war der Schmied Nicholas A. Inman, der 1852 aus Tennessee gekommen war. Er eröffnete mit einem Partner in der Nachbarstadt Ozark eine Schmiede. Sein Familienwohnsitz befand sich wenige Kilometer westlich auf dem heutigen Stadtgebiet von Nixa. Die Siedlung wuchs, weitere Siedler und Geschäftsleute zogen in den Ort und eine Poststation wurde eröffnet. Die Einwohner beschlossen, ihrer Siedlung einen Namen zu geben. Aus Vor- und Mittelnamen wurde der neue Ortsname Nixa gebildet.
Im Jahr 1902 wurde dem Ort offiziell der Status „Village“ verliehen.
Die Wirtschaft basierte anfangs mehrheitlich auf der Landwirtschaft. Kleine Industriebetriebe entwickelten sich allmählich aus der Verarbeitung landwirtschaftlicher Produkte. So entstanden eine Reihe von Mühlen, Molkereien und Schlachbetrieben. 1924 entstand eine genossenschaftlich organisierte Käsefabrik, die während der Weltwirtschaftskrise von der Wilson Packing Company übernommen wurde.
Trotz Krise wuchs die Einwohnerzahl von Nixa dadurch, dass die Stadt zu einer Vorstadt der nahen Großstadt Springfield wurde. Auch das nahe Branson bietet eine Reihe von Arbeitsplätzen im Dienstleistungsbereich für die Einwohner von Nixa, das zwischen beiden Städten liegt.

## Demografische Daten
Nach der Volkszählung im Jahr 2010 lebten in Nixa 19.022 Menschen in 6745 Haushalten. Die Bevölkerungsdichte betrug 1196,4 Einwohner pro Quadratkilometer. 
Ethnisch betrachtet setzte sich die Bevölkerung zusammen aus 94,4 Prozent Weißen, 0,9 Prozent Afroamerikanern, 0,7 Prozent amerikanischen Ureinwohnern, 0,8 Prozent Asiaten sowie aus anderen ethnischen Gruppen; 2,2 Prozent stammten von zwei oder mehr Ethnien ab. Unabhängig von der ethnischen Zugehörigkeit waren 3,1 Prozent der Bevölkerung spanischer oder lateinamerikanischer Abstammung.
In den 6745 Haushalten lebten statistisch je 2,66 Personen. 
28,8 Prozent der Bevölkerung waren unter 18 Jahre alt, 58,9 Prozent waren zwischen 18 und 64 und 12,3 Prozent waren 65 Jahre oder älter. 52,6 Prozent der Bevölkerung war weiblich.

Das jährliche Durchschnittseinkommen eines Haushalts lag bei 50.702 USD. Das Pro-Kopf-Einkommen betrug 22.166 USD. 10,4 Prozent der Einwohner lebten unterhalb der Armutsgrenze.